# Jean-Louis Ancrenaz
Pour les articles homonymes, voir Ancrenaz.
Jean-Louis Ancrenaz, né le 2 juillet 1814 à Bursins et mort le 17 mars 1879 à Lausanne, est une personnalité politique suisse, membre de la Gauche Libérale (futur parti radical-démocratique). Il est député du canton de Vaud au Conseil national de 1857 à 1866.

## Biographie
Jean-Louis Ancrenaz naît le 2 juillet 1814 à Bursins, dans le canton de Vaud. Protestant, originaire de Bursins, il est le fils de François Louis Ancrenaz, agriculteur. Il épouse Jeanne Elisabeth Müller.

### Carrière de juriste
Après des études de droit à Genève entre 1833 et 1845, il obtient sa licence à Lausanne en 1847 puis officie comme procureur général de 1848 à 1862. Après avoir obtenu son brevet vaudois d'avocat en 1862, il exerce dès 1863 avant de devenir juge au tribunal cantonal en 1866. Il démissionne en 1878 pour des raisons de santé et devient conservateur des charges immobilières du district de Lausanne dès 1878. Il est en outre membre du conseil général de la Banque cantonale vaudoise en 1850 et de 1852 à 1861 ainsi que de son comité de surveillance entre 1855 et 1861.

### Carrière politique
Il est député des Radicaux/Gauche Libérale (aile gauche du parti libéral) au Grand Conseil vaudois de 1862 à 1866 et Conseiller national de 1857 à 1866.